# Єгорлицький район
Єгорли́цький райо́н (рос. Егорлыкский район) — район у південній частині Ростовської області Російської Федерації. Адміністративний центр — станиця Єгорлицька.

## Географія
Район розташований у центрально-південній частині області. На півночі та заході межує із Зерноградським районом, на сході — із Цілинським, на південному заході та півдні — із Краснодарським краєм.

## Історія
Волгодонський район був утворений 1935 року згідно з постановою президії ВЦВК від 18 січня. Складався район з 10 сільрад, мав 2 МТС, 3 зернорадгоспи, 6 ТЕС, ремонтну майстерню, МТМ, 2 млини, 36 початкових та 6 середніх шкіл, 7 бібліотек, лікарня, 5 амбулаторій, 6 ФАПів та 1 жіночу консультацію. У післявоєнний час було відновлено 29 колгоспів, 2 МТС, 3 зернорадгоспи, станцію Атаман тощо. 1963 року до району було приєднано ліквідований Цілинський район, але вже у листопаді 1965 року він був знову поновлений.

## Населення
Населення району становить 34692 особи (2013; 35733 в 2010).

## Адміністративний поділ
Район адміністративно поділяється на 9 сільських поселень, які об'єднують 35 сільських населених пунктів:
| Поселення                        | Площа, км² | Населення, осіб (2010) | Центр         | Населені пункти |
| -------------------------------- | ---------- | ---------------------- | ------------- | --------------- |
| Балко-Грузьке сільське поселення | -          | 2564                   | Мирний        | 5               |
| Войновське сільське поселення    | -          | 1420                   | Войнов        | 4               |
| Єгорлицьке сільське поселення    | -          | 19750                  | Єгорлицька    | 9               |
| Ільїнське сільське поселення     | -          | 1981                   | Кугейський    | 4               |
| Кавалерське сільське поселення   | -          | 2573                   | Кавалерський  | 2               |
| Новороговське сільське поселення | -          | 1568                   | Новороговська | 1               |
| Об'єдиньонне сільське поселення  | -          | 2089                   | Об'єдиньонний | 5               |
| Роговське сільське поселення     | -          | 1913                   | Роговський    | 4               |
| Шаумяновське сільське поселення  | -          | 1875                   | Шаумяновський | 1               |

### Найбільші населені пункти
| №  | Населений пункт | Населення, осіб (2010) |
| -- | --------------- | ---------------------- |
| 1  | Єгорлицька      | 17 660                 |
| 2  | Кавалерський    | 2 473                  |
| 3  | Шаумяновський   | 1 875                  |
| 4  | Новороговська   | 1 568                  |
| 5  | Кугейський      | 1 229                  |
| 6  | Об'єдиньонний   | 1 068                  |
| 7  | Мирний          | 1 052                  |
| 8  | Роговський      | 1 039                  |
| 9  | Таганрозький    | 891                    |
| 10 | Балко-Грузький  | 884                    |

## Економіка
Район є сільськогосподарським, тут працює 16 колективних та понад 1000 фермерських господарств, які займаються вирощуванням зернових, технічних культур та тваринництвом. Розвивається переробна промисловість сільськогосподарської продукції, існують 8 млинів, 9 олієнь, 2 макаронних цехи, підприємства з переробки масла та виробництва кисломолочної продукції.